# Batalha de Amboina
A Batalha de Amboina ocorreu na ilha de Amboina nas Índias Orientais Neerlandesas (Indonésia), em 30 de janeiro-1 de fevereiro de 1942, durante a Segunda Guerra Mundial. Uma força invasora japonesa enfrentou a oposição de tropas neerlandesas e australianas. Depois de uma luta sangrenta, os invasores tomaram a ilha e cometeram uma série de crimes de guerra.